# 湖州七〇一三液体火箭发动机试车台
湖州七〇一三液体火箭发动机试车台是浙江省湖州市一处火箭发动机试验设施旧址，建成时属于上海航天局（今中国航天科技集团有限公司第八研究院第八〇六研究所）。试车台基础承载推力400吨，建成于1972年，同年对风暴一号运载火箭使用的YF-20发动机进行试车。至1994年正式停用，试车台共使用113次，所涉发动机共发射人造卫星15颗。2021年，试车台被列入第五批国家工业遗产名录，2023年6月列入浙江省文物保护单位。